# Кастельон, Хорхе
Хорхе Кастельон Веларде (исп. Jorge Castellón Velarde; род. 7 февраля 1969) — боливийский легкоатлет, специалист по бегу на короткие дистанции. Выступал на профессиональном уровне в 1988—1996 годах, бронзовый призёр Южноамериканских игр, участник летних Олимпийских игр в Атланте.

## Биография
Хорхе Кастельон родился 7 февраля 1969 года.
Впервые заявил о себе в лёгкой атлетике на международном уровне в сезоне 1988 года, когда вошёл в состав боливийской сборной и выступил на юниорском мировом первенстве в Садбери — в ходе предварительного квалификационного забега на 200 метров установил свой личный рекорд 22,50, но этого оказалось недостаточно для выхода в полуфинальную стадию соревнований.
В 1990 году представлял Боливию на Южноамериканских играх в Лиме, вместе с соотечественниками Марко Ортисом, Владимиром Апонте и Мигелем Меркадо выиграл бронзовую медаль в зачёте эстафеты 4×100 метров, уступив на финише только командам из Перу и Чили.
В 1996 году на иберо-американском чемпионате в Медельине стал восьмым в беге на 100 метров, тогда как в беге на 200 метров в финал не вышел. Благодаря череде успешных выступлений удостоился права защищать честь страны на летних Олимпийских играх в Атланте — на предварительном квалификационном этапе 100 метров с результатом 10,74 занял последнее девятое место и в четвертьфинале уже участия не принимал.
После атлантской Олимпиады Кастельон больше не показывал сколько-нибудь значимых результатов в лёгкой атлетике на международной арене.